# بیزنده
بیزنده روستایی است از توابع بخش ایواوغلی که به فاصله ۲۵ کیلومتری جنوب شرقی شهرستان خوی استان آذربایجان غربی ایران.

## موقعیت
این روستا از جنوب غرب به روستای بیلوار، از غرب به روستای زارعان (زروان) از شمال به روستای پیرکندی و از شرق به چمنزارها و مراتع بزرگ قیه قیه و کوه «عظیم اولن» و روستای «سیه باز» محدود می‌باشد؛ که حدود ۱۰ کیلومتر از شهر ایواغلو و ۱۳ کیلومتر از سه راه ایواوغلی فاصله دارد.
طبق تقسیمات جدید کشوری خوی دارای ۵ بخش ۴ شهر، چهارده دهستان و ۲۹۷ روستا می‌باشد روستای بیزنده یکی از آن‌ها است.
بیزنده، ما بین روستاهای بیلوار و پیرکندی و ایواوُغلی و زارعان واقع شده‌است.

## جمعیت
این روستا در دهستان ایواوغلی قرار داشته و بر اساس سرشماری سال ۱۳۸۵ جمعیت آن ۶۷۴ نفر (۱۸۱ خانوار)
بوده‌است.